# Pontus Silfwer
Pontus Silfwer, född 14 augusti 1991 i Sundsvall, är en svensk före detta fotbollsspelare. Silfwer spelade främst som central mittfältare. 

## Klubbkarriär
Silfwers moderklubb är Alnö IF. Som junior gick han över till GIF Sundsvall. Han började sin seniorkarriär i Sundsvalls samarbetsklubb Medskogsbrons BK. Inför säsongen 2010 flyttades han upp i GIF Sundsvalls A-lag. Inför säsongen 2012 gick han till Hudiksvalls FF.
I december 2012 värvades Silfwer av IK Frej, där han skrev på ett tvåårskontrakt. I december 2014 förlängde han sitt kontrakt med två år. Efter säsongen 2016 gick han till norska Mjøndalen IF.
I augusti 2017 värvades Silfwer av Halmstads BK, där han skrev på ett 3,5-årskontrakt. I juli 2019 återvände han till norska Mjøndalen IF, där han skrev på ett 2,5-årskontrakt. I december 2019 återvände han till GIF Sundsvall. I oktober 2022 meddelade han att han skulle avsluta sin karriär i slutet av säsongen.

## Landslagskarriär
Silfwer har spelat 3 landskamper för Sveriges U19-landslag.